# Hari Poter i Vatreni pehar
Hari Poter i Vatreni pehar (engl. Harry Potter and the Goblet of Fire) je četvrti deo u seriji knjiga o Hariju Poteru, spisateljice Dž. K. Rouling, premijerno izdata 8. jula 2000. godine. Knjiga je privukla dodatnu pažnju zbog najave Roulingove da će jedan od junaka iz knjige biti ubijen. Roman je osvojio nagradu Hjugo 2001, a film koji je snimljen po njoj imao je svetsku premijeru 6. novembra 2005. godine.

## Radnja
Tokom leta, Vizlijevi pozivaju Harija Potera da prisustvuje finalu Svetskog prvenstva u kvidiču, koje se igra između Bugarske i Irske. Utakmica se završava pobedom Iraca, a kamp napadaju Voldemorovi bivši sledbenici, poznati kao Smrtožderi. Uprkos tome što nikoga nisu ubili, Smrtožderi su ostavili Mračni znak kako bi izazvali paniku.
Nova školska godina u Hogvortsu počinje najavom turnira između tri čarobjačke škole koji će se takmičiti za Tročarobnjački turnir. Druge konkurentske škole su Bobatons i Durmstrang. Učenici sa uzbuđenjem iščekuju početak Turnira, koji se proglašava otvorenim po dolasku gostujućih ekipa. Vatreni pehar, magični artefakt koji ima zadatak da izabere predstavnike škola, je otkriven. Imenuje po jednog šampiona iz svake škole, a zatim bira Harija za četvrtog šampiona, uprkos tome što je nema dovoljno godina.
Učenici smatraju da je Hari varao i okreću se protiv njega. Rubijus Hagrid veruje u Harijevu nevinost i pokazuje mu zmajeve uključene u Prvi podvig. Hari upozorava Sedrika Digorija, drugog predstavnika Hogvortsa, na izazov, dok njemu samom pomaže „Ludooki” Ćudljivko, bivši auror i novi učitelj odbrane od mračnih veština, da se pripremi za podvig. Koristeći svoje superiorne letačke veštine, Hari prolazi pored zmaja i pronalazi trag za sledeći podvig. Drugi podvig zahteva spasavanje bliskog prijatelja ili rođaka iz jezera. Hari koristi škrgorov, koji mu je dao kućni vilenjak Dobi, da diše pod vodom. Spašava Rona iz jezera, istovremeno spasavajući sestru Fler Delaker, predstavnice Bobatonsa, kako bi prikupio dodatne poene.
Božićni bal je najavljen i Hari mora da pronađe partnerku, pošto predstavnici škola tradicionalno započinju uvodni ples. Hari i Ron u početku se bore da pronađu partnerke, ali na kraju idu sa „najlepšim devojkama u svojoj godini” - Parvati i Padmom Patil. Ron postaje ljubomoran kada vidi Hermionu Grejndžer sa Viktorom Krumom, predstavnikom Durmstranga, i provodi noć svađajući se sa njom. Hari je ljubomoran što je Čo Čang na plesu sa Sedrikom.
Polje za kvidič je pripremljeno za treći (i poslednji) podvig i zahteva od učesnika da savladaju lavirint ispunjen preprekama. Hari i Sedrik uspevaju da stignu do centra, gde se nalazi Tročarobnjački pehar. Dodiruju ga zajedno, ali bivaju transportovani izvan Hogvortsa na jedno groblje. Sedrik veruje da je ovo deo zadatka, ali Hari postaje sumnjičav kada njegov ožiljak počne divlje da ga boli. Crvorep stiže sa Voldemorom i ubija Sedrika njegovim štapićem. Zatim koristi Harijevu krv da vrati krhkog Voldemora u njegovo puno, fizičko telo. Voldemor priziva svoje Smrtoždere i pokušava da ubije Harija pred njima. Ne uspeva kada se njegov i Harijev tok štapića povežu, u retkom fenomenu, poznatom kao Priori Inkantatem. Ovo odvlači pažnju Voldemoru, dozvoljavajući Hariju da pobegne nazad u Hogvorts koristeći pehar.
U Hogvortsu, Ćudljivko odvlači Harija u svoju kancelariju da ga ispita i Hari shvata da je on Smrtožder. Spasava ga dolazak Dambldora, Mekgonagalove i Snejpa, koji primoravaju Ćudljivka da otkrije da je zapravo Barti Čučanj Mlađi, Smrtožder za koga se ranije mislilo da je mrtav. Čučanj Mlađi je zatočio pravog Ćudljivka i preuzeo njegovo mesto koristeći Višesokovni napitak. Po dolasku na Hogvorts, on je osigurao da Hari pobedi na turniru i da bude prebačen na groblje za Voldemorov ritual.
Čučanj Mlađi je predat Dementorima. Hari se oporavlja u bolničkom krilu, okružen Ronom, Hermionom i Vizlijevima. Sastaje se sa Sedrikovim ožalošćenim roditeljima, dok Dambldor planira da pripremi čarobnjački svet za Voldemorov povratak. Školska godina se završava i Hari se ponovo vraća kod Darslijevih preko leta.